# Chongqing Zuqiu Julebu
Il Chongqing Zuqiu Julebu (重庆足球俱乐部S, Chóngqìng Zúqiú JùlèbùP), a volte tradotto come Chongqing Football Club, è stata una squadra di calcio cinese con sede a Chongqing. La squadra giocava le sue partite al Chongqing Olympic Sports Center. La società è stata fondata il 30 dicembre 2010.

## Palmarès

### Altri piazzamenti
- China League Two:

Secondo posto: 2010